# Giovanni Boncoraggio
Giovanni Boncoraggio (Canicattini Bagni, 27 giugno 1831 – Canicattini Bagni, 1º aprile 1910) è stato un brigante italiano.

## Biografia
Figlio di Francesco originario di Ragusa e di Anna Maria Mangiafico, la sua famiglia lavorava nel feudo Cardinali grazie ad uno zio amministratore del feudo. La morte dello zio e il passaggio di proprietà del feudo al barone Concetto Musso di Palazzolo causarono la rovina economica della famiglia. Dopo aver lavorato per il barone come lacchè, nel 1857 fu accusato dallo stesso del furto di cento once e condannato a 7 anni di prigione. Nel 1860 beneficiò dell'amnistia concessa da Giuseppe Garibaldi per arruolare volontari per la conquista del Regno delle Due Sicilie. Nel 1863 venne accusato del furto di 500 lire di frumento ai danni di Pasquale Bombaci; condotto in prigione ne fuggì subito dopo con dei renitenti alla leva e due soldati disertori venuti ad arrestarlo. Fu comunque arrestato il 5 settembre e condannato il 7 aprile del 1864 a dieci anni di prigione da scontare all'isola di Palmeria.
Nell'agosto del 1866 riuscì a fuggire e tornò nel suo paese di origine in Sicilia. Grazie alla fuga, alla fama e alle sue doti di comando fu scelto dai briganti locali come capo di una banda di 12 componenti, ma grazie all'aiuto di Giuseppe Modica di Carlentini poté contare sul supporto di altri 30 uomini per attaccare fattorie segnalate dal Modica. Condusse pertanto diversi furti e sequestri di persona spostandosi continuamente fra vari covi nel siracusano. Il 18 dicembre del 1866 fu stabilita una taglia di 1 000 lire sulla sua testa e su quella di altri suoi complici. Fu arrestato all'alba del 15 dicembre 1867 presso la Grotta della Cisternazza in contrada Cavadonna, a circa 11 km ad est di Canicattini dove si era rifugiato con altri gregari.
Fu sottoposto a due processi: il primo durato dal 9 al 17 agosto e il secondo dal 23 agosto al 13 settembre 1870 presso la corte di assise di Siracusa; in ambedue fu condannato ai lavori forzati a vita, di conseguenza alla perdita dei diritti politici e alla interdizione patrimoniale. Boncoraggio non scontò la pena per intero perché dopo 33 anni, per aver mantenuto un contegno esemplare in carcere e per aver goduto di alcuni indulti, poté riacquistare la libertà e ritornare a Canicattini nel 1900, accolto trionfalmente dai suoi concittadini; «tutto il paese gli andò incontro, per vedere un brigante». Egli ritrovò la moglie e figli, ma non la casa che nel frattempo essi avevano venduto, per far fronte alle loro esigenze economiche, al barone Judica di Palazzolo.
Il Boncoraggio però non volle sentire ragioni; voleva la sua casa a qualsiasi costo e fece sapere al barone, il quale non intendeva cedergliela, che lo avrebbe mandato all'altro mondo se non fosse rinsavito. Impaurito dalle minacce del Boncoraggio, che non aveva ripudiato le sue glorie di brigante, il prudente barone fini col restituirgli la casa. Da allora il Boncoraggio mantenne un contegno dignitoso fino al termine della sua vita. Colto da itterizia, mori munito dei conforti religiosi il 1º aprile 1910. Le sue spoglie mortali riposano nel cimitero di Canicattini nella tomba di famiglia.